# Кудикова, Ирсон
Ирсон Кудикова (настоящее имя Ирина Игоревна Кудикова, после замужества Нусинова) (род. 17 сентября 1982, Москва) — российская певица, саксофонистка, музыкальный продюсер, киноактриса.

## Биография
Родилась 17 сентября 1982 года в Москве в семье Натальи Александровны и Игоря Анатольевича Кудиковых. Окончила детскую музыкальную школу по классу скрипки. Мастер спорта по баскетболу и выпускница спортивной школы олимпийского резерва. У Кудиковой три высших образования: журналистика, экономика и финансы.
В 15 лет была приглашена стать солисткой группы «Дети винила» при поддержке Александра Цекало. Обучалась у педагогов вокала, увлекалась игрой на саксофоне и фортепиано.
В 2004 году стала участницей телепроекта «Фабрика звёзд-5 Аллы Пугачёвой». Первой песней, которая принесла Кудиковой популярность, стала композиция «Why».
Хитами в рамках телепроекта стали песни: «Долгими вечерами» и «Прости меня». Участвуя в проекте «Фабрика звёзд», Ирсон выступала в дуэте с такими яркими звёздами российской эстрады, как Алла Пугачёва (песня «Я все расставлю на свои места»), Сергей Мазаев (песня «Актриса по жизни»), Александр Малинин (песня «Как мы любили»), Верка Сердючка, Владимир Пресняков, Пьер Нарцисс, Анастасия Стоцкая и многие другие, а также записала совместную композицию с Аль Бано (песня «Ci Sara»).
После окончания телепроекта Кудикова подписывает контракт с продюсерским центром Игоря Матвиенко. В мае 2007 года состоялся большой сольный концерт в Москве под названием «Irson Jazz Show». В 2009 году в Лос-Анджелесе Кудикова познакомилась с Снуп Догом, их знакомство привело к записи совместной песни «Replay».
В 2010 году Кудикова основала компанию «Irson Production». В 2011 году в Лос-Анджелесе записала дуэт «Innocent» с рэпером Warren G.

### Хобби
Кудикова катается на водных лыжах, играет в большой теннис, является кандидатом в мастера спорта по настольному теннису, занимается прыжками с парашютом, увлекается конным спортом, профессионально водит автомобиль и мотоцикл, окончила курсы водителей-телохранителей, увлекается плаванием, бегом, зимними видами спорта, баскетболом.

### Бизнес
Кудикова являлась владелицей ювелирной компанией «Golden heart», была совладелицей охранного предприятия «Международная лига профессиональных телохранителей». До 2014 года владела детским семейным клубом «Family club». Владелица и главный редактор журнала PATRIKI TIMES.

### Семья и личная жизнь
С 2007 года встречалась с бизнесменом Алексеем Нусиновым. В 2010 году они поженились. У них родились трое детей: Андрей, Алла и Александр. Пара развелась в 2015 году.

### Дискография
- 2008 — «Две звезды»
- 2008 — «Шоппингтерапия»
- 2009 — «Точка G»
- 2010 — «Точка G, Part 2»
- 2010 — «Irson Kudikova»
- 2010 — «Dreams On»

### Клипы
- 2006 — Клип «September Rain» (Ost к/ф Опасная гастроль (Command Performance)), режиссёр Федор Бондарчук
- 2006 — Клип «Космоса» (в главной роли Дольф Лундгрен), режиссёр Юрий Грымов
- 2008 — Клип «Шоппингтерапия», режиссёр Екатерина Гроховская
- 2010 — Клип «То ли ты, то ли он» (feat. Андрей Звонкий), режиссёр Павел Худяков
- 2011 — Клип «Я сделаю все, как ты хочешь»

### Фильмография
- 2009 — «Опасная гастроль» / Command Performance — в роли джазовой певицы